# Amorolfine
L'amorolfine est une molécule de la famille des morpholines aux propriétés antifongiques. Le chlorhydrate d'amorolfine est utilisé chez l'homme sous forme de vernis médicamenteux pour traiter les mycoses des ongles. Il agit à long terme, entre six et neuf mois, et son application est d’une fréquence hebdomadaire

## Posologie
Pour une bonne utilisation, il est conseillé d’appliquer le chlorhydrate d'amorolfine  sur les ongles atteints une à deux fois par semaine.
Les ongles doivent être soigneusement lavés au préalable, et correctement limés. Il est aussi essentiel que ceux-ci soient dégraissés à l’aide d’un dissolvant.
Généralement, le traitement est d’une durée de 6 mois pour les ongles des mains et de 9 mois pour les ongles des pieds.

## Effets secondaires et contre-indications
Ce médicament n’est pas recommandé chez les femmes enceintes ou qui allaitent. Bien entendu les personnes allergiques à l’Amorolfine doivent éviter son utilisation.
Les effets secondaires recensés sont des brûlures cutanées ou anomalies unguéales.

## Développement
L'amorolfine a été initialement développée par le laboratoire pharmaceutique Roche sous la référence Ro 14-4767/002.
En France, l'amorolfine est commercialisée depuis 1994 sous les noms de marque Locéryl et Curanail, ainsi que sous forme de médicament générique.